# L'Argent de poche
L'Argent de poche is een Franse filmkomedie uit 1976 onder regie van François Truffaut. De film werd destijds uitgebracht onder de titel Zakgeld.

## Verhaal
Patrick Desmouceaux wordt 's zomers bevriend met de nieuwe leerling Julien Leclou. De moeder van Patrick is gestorven en zijn vader is verlamd. Toch krijgt Patrick veel warmte en genegenheid van de moeder van een klasgenoot. Julien daarentegen wordt regelmatig mishandeld door zijn moeder en grootmoeder.

## Rolverdeling
| Acteur                 | Personage              |
| ---------------------- | ---------------------- |
| Nicole Félix           | Moeder van Grégory     |
| Chantal Mercier        | Chantal Petit          |
| Jean-François Stévenin | Jean-François Richet   |
| Virginie Thévenet      | Lydie Richet           |
| Tania Torrens          | Nadine Riffle          |
| René Barnerias         | Monsieur Desmouceaux   |
| Katy Carayon           | Moeder van Sylvie      |
| Jean-Marie Carayon     | Vader van Sylvie       |
| Annie Chevaldonne      | Ziekenzuster           |
| Francis Devlaeminck    | Monsieur Riffle        |
| Michel Dissart         | Monsieur Lomay         |
| Michele Heyraud        | Madame Deluca          |
| Paul Heyraud           | Monsieur Deluca        |
| Jeanne Lobre           | Grootmoeder van Julien |
| Vincent Touly          | Conciërge              |
| Claudio De Luca        | Mathieu Deluca         |
| Franck De Luca         | Franck Deluca          |
| Laurent Devlaeminck    | Laurent Riffle         |
| Bruno de Stabenrath    | Bruno Rouillard        |
| Sylvie Grezel          | Sylvie                 |
| Richard Golfier        | Richard Golfier        |
| Corinne Boucart        | Corinne                |
| Eva Truffaut           | Patricia               |
| Sebastien Marc         | Oscar                  |
| Philippe Goldmann      | Julien Leclou          |
| Pascale Bruchon        | Martine                |
| Georges Desmouceaux    | Patrick Desmouceaux    |